# Liste der Nummer-eins-Hits in Neuseeland (1999)
Dies ist eine Liste der Nummer-eins-Hits in Neuseeland im Jahr 1999. Sie basiert auf den offiziellen Single und Albums Top 40, die im Auftrag von Recorded Music NZ, dem neuseeländischen Vertreter der IFPI, ermittelt werden. Es gab in diesem Jahr 35 Nummer-eins-Singles und 16 Nummer-eins-Alben.

## Singles
| ← 1998 ← | Liste der Nummer-eins-Hits in Neuseeland | Liste der Nummer-eins-Hits in Neuseeland | Liste der Nummer-eins-Hits in Neuseeland | 2000 →                    |
| \| Zeitraum \| Wo. ges. \| Interpret \| Titel Autor(en) \| Zusätzliche Informationen \| \| (Zeitraum, Wochen auf Platz eins, Interpret, Titel, Autor[en], zusätzliche Informationen) \| \| \| \| \| \| ----------------------------------------------------------------------------------------- \| -------- \| ------------------------ \| ------------------------------- \| ------------------------- \| \| 20. Dezember 1998 – 9. Januar 1999 3 Wochen \| 3 \| Spice Girls \| Goodbye \| – \| \| 10. Januar 1999 – 16. Januar 1999 1 Woche \| 1 \| Cher \| Believe \| – \| \| 17. Januar 1999 – 6. Februar 1999 3 Wochen \| 3 \| BLACKstreet feat. Mýa \| Take Me There \| – \| \| 7. Februar 1999 – 13. Februar 1999 1 Woche \| 1 \| Brandy \| Have You Ever? \| – \| \| 14. Februar 1999 – 20. Februar 1999 1 Woche \| 1 \| Ardijah \| Silly Love Songs \| – \| \| 21. Februar 1999 – 6. März 1999 2 Wochen (insgesamt 4) \| 4 \| Britney Spears \| … Baby One More Time \| – \| \| 7. März 1999 – 13. März 1999 1 Woche \| 1 \| New Radicals \| You Get What You Give \| – \| \| 14. März 1999 – 20. März 1999 1 Woche \| 1 \| Lutricia McNeal \| My Side of Town \| – \| \| 21. März 1999 – 27. März 1999 1 Woche (insgesamt 4) \| 4 \| Britney Spears \| Baby One More Time \| – \| \| 28. März 1999 – 3. April 1999 1 Woche \| 1 \| Steps \| Tragedy \| – \| \| 4. April 1999 – 17. April 1999 2 Wochen \| 2 \| Boyzone \| I Love the Way You Love Me \| – \| \| 18. April 1999 – 24. April 1999 1 Woche (insgesamt 4) \| 4 \| Britney Spears \| Baby One More Time \| – \| \| 25. April 1999 – 1. Mai 1999 1 Woche (insgesamt 2) \| 2 \| TLC \| No Scrubs \| – \| \| 2. Mai 1999 – 8. Mai 1999 1 Woche \| 1 \| Shania Twain \| That Don’t Impress Me Much \| – \| \| 9. Mai 1999 – 15. Mai 1999 1 Woche (insgesamt 2) \| 2 \| TLC \| No Scrubs \| – \| \| 16. Mai 1999 – 29. Mai 1999 2 Wochen \| 2 \| True Bliss \| Tonight \| – \| \| 30. Mai 1999 – 5. Juni 1999 1 Woche \| 1 \| Geri Halliwell \| Look at Me \| – \| \| 6. Juni 1999 – 19. Juni 1999 2 Wochen \| 2 \| Backstreet Boys \| I Want It That Way \| – \| \| 20. Juni 1999 – 26. Juni 1999 1 Woche \| 1 \| Ricky Martin \| Livin' la Vida Loca \| – \| \| 27. Juni 1999 – 10. Juli 1999 2 Wochen \| 2 \| Boyzone \| You Needed Me \| – \| \| 11. Juli 1999 – 17. Juli 1999 1 Woche \| 1 \| Deep Obsession \| Cold \| – \| \| 18. Juli 1999 – 24. Juli 1999 1 Woche \| 1 \| Britney Spears \| Sometimes \| – \| \| 25. Juli 1999 – 31. Juli 1999 1 Woche \| 1 \| Westlife \| Swear It Again \| – \| \| 1. August 1999 – 7. August 1999 1 Woche \| 1 \| Jennifer Lopez \| If You Had My Love \| – \| \| 8. August 1999 – 14. August 1999 1 Woche \| 1 \| Vengaboys \| Boom, Boom, Boom, Boom!! \| – \| \| 15. August 1999 – 21. August 1999 1 Woche \| 1 \| Shania Twain \| Man! I Feel Like a Woman! \| – \| \| 22. August 1999 – 28. August 1999 1 Woche \| 1 \| Five \| If Ya Gettin’ Down \| – \| \| 29. August 1999 – 4. September 1999 1 Woche \| 1 \| Whitney Houston \| My Love Is Your Love \| – \| \| 5. September 1999 – 11. September 1999 1 Woche \| 1 \| Ronan Keating \| When You Say Nothing at All \| – \| \| 12. September 1999 – 2. Oktober 1999 3 Wochen (insgesamt 6) \| 6 \| Lou Bega \| Mambo No. 5 (A Little Bit Of …) \| – \| \| 3. Oktober 1999 – 9. Oktober 1999 1 Woche \| 1 \| Neil Finn \| Can You Hear Us \| – \| \| 10. Oktober 1999 – 16. Oktober 1999 1 Woche \| 1 \| S Club 7 \| Bring It All Back \| – \| \| 17. Oktober 1999 – 30. Oktober 1999 2 Wochen (insgesamt 6) \| 6 \| Lou Bega \| Mambo No.5 (A Little Bit Of …) \| – \| \| 31. Oktober 1999 – 6. November 1999 1 Woche \| 1 \| Mariah Carey feat. Jay-Z \| Heartbreaker \| – \| \| 7. November 1999 – 13. November 1999 1 Woche (insgesamt 6) \| 6 \| Lou Bega \| Mambo No.5 (A Little Bit Of …) \| – \| \| 14. November 1999 – 20. November 1999 1 Woche \| 1 \| Eiffel 65 \| Blue (Da Ba Dee) \| – \| \| 21. November 1999 – 4. Dezember 1999 2 Wochen \| 2 \| Deep Obsession \| One & Only \| – \| \| 5. Dezember 1999 – 11. Dezember 1999 1 Woche (insgesamt 2) \| 2 \| Lauryn Hill & Bob Marley \| Turn Your Lights Down Low \| – \| \| 12. Dezember 1999 – 18. Dezember 1999 1 Woche \| 1 \| Shaft \| (Mucho Mambo) Sway \| – \| \| 19. Dezember 1999 – 25. Dezember 1999 1 Woche (insgesamt 2) \| 2 \| Lauryn Hill & Bob Marley \| Turn Your Lights Down Low \| – \| \| 26. Dezember 1999 – 29. Januar 2000 5 Wochen \| 5 \| S Club 7 \| S Club Party \| – \| |                                          |                                          |                                          |                           |
| ← 1998 |                                          |                                          |                                          | → 2000 →                  |
| Zeitraum | Wo. ges.                                 | Interpret                                | Titel Autor(en)                          | Zusätzliche Informationen |
| (Zeitraum, Wochen auf Platz eins, Interpret, Titel, Autor[en], zusätzliche Informationen) |                                          |                                          |                                          |                           |
| 20. Dezember 1998 – 9. Januar 1999 3 Wochen | 3                                        | Spice Girls                              | Goodbye                                  | –                         |
| 10. Januar 1999 – 16. Januar 1999 1 Woche | 1                                        | Cher                                     | Believe                                  | –                         |
| 17. Januar 1999 – 6. Februar 1999 3 Wochen | 3                                        | BLACKstreet feat. Mýa                    | Take Me There                            | –                         |
| 7. Februar 1999 – 13. Februar 1999 1 Woche | 1                                        | Brandy                                   | Have You Ever?                           | –                         |
| 14. Februar 1999 – 20. Februar 1999 1 Woche | 1                                        | Ardijah                                  | Silly Love Songs                         | –                         |
| 21. Februar 1999 – 6. März 1999 2 Wochen (insgesamt 4) | 4                                        | Britney Spears                           | … Baby One More Time                     | –                         |
| 7. März 1999 – 13. März 1999 1 Woche | 1                                        | New Radicals                             | You Get What You Give                    | –                         |
| 14. März 1999 – 20. März 1999 1 Woche | 1                                        | Lutricia McNeal                          | My Side of Town                          | –                         |
| 21. März 1999 – 27. März 1999 1 Woche (insgesamt 4) | 4                                        | Britney Spears                           | Baby One More Time                       | –                         |
| 28. März 1999 – 3. April 1999 1 Woche | 1                                        | Steps                                    | Tragedy                                  | –                         |
| 4. April 1999 – 17. April 1999 2 Wochen | 2                                        | Boyzone                                  | I Love the Way You Love Me               | –                         |
| 18. April 1999 – 24. April 1999 1 Woche (insgesamt 4) | 4                                        | Britney Spears                           | Baby One More Time                       | –                         |
| 25. April 1999 – 1. Mai 1999 1 Woche (insgesamt 2) | 2                                        | TLC                                      | No Scrubs                                | –                         |
| 2. Mai 1999 – 8. Mai 1999 1 Woche | 1                                        | Shania Twain                             | That Don’t Impress Me Much               | –                         |
| 9. Mai 1999 – 15. Mai 1999 1 Woche (insgesamt 2) | 2                                        | TLC                                      | No Scrubs                                | –                         |
| 16. Mai 1999 – 29. Mai 1999 2 Wochen | 2                                        | True Bliss                               | Tonight                                  | –                         |
| 30. Mai 1999 – 5. Juni 1999 1 Woche | 1                                        | Geri Halliwell                           | Look at Me                               | –                         |
| 6. Juni 1999 – 19. Juni 1999 2 Wochen | 2                                        | Backstreet Boys                          | I Want It That Way                       | –                         |
| 20. Juni 1999 – 26. Juni 1999 1 Woche | 1                                        | Ricky Martin                             | Livin' la Vida Loca                      | –                         |
| 27. Juni 1999 – 10. Juli 1999 2 Wochen | 2                                        | Boyzone                                  | You Needed Me                            | –                         |
| 11. Juli 1999 – 17. Juli 1999 1 Woche | 1                                        | Deep Obsession                           | Cold                                     | –                         |
| 18. Juli 1999 – 24. Juli 1999 1 Woche | 1                                        | Britney Spears                           | Sometimes                                | –                         |
| 25. Juli 1999 – 31. Juli 1999 1 Woche | 1                                        | Westlife                                 | Swear It Again                           | –                         |
| 1. August 1999 – 7. August 1999 1 Woche | 1                                        | Jennifer Lopez                           | If You Had My Love                       | –                         |
| 8. August 1999 – 14. August 1999 1 Woche | 1                                        | Vengaboys                                | Boom, Boom, Boom, Boom!!                 | –                         |
| 15. August 1999 – 21. August 1999 1 Woche | 1                                        | Shania Twain                             | Man! I Feel Like a Woman!                | –                         |
| 22. August 1999 – 28. August 1999 1 Woche | 1                                        | Five                                     | If Ya Gettin’ Down                       | –                         |
| 29. August 1999 – 4. September 1999 1 Woche | 1                                        | Whitney Houston                          | My Love Is Your Love                     | –                         |
| 5. September 1999 – 11. September 1999 1 Woche | 1                                        | Ronan Keating                            | When You Say Nothing at All              | –                         |
| 12. September 1999 – 2. Oktober 1999 3 Wochen (insgesamt 6) | 6                                        | Lou Bega                                 | Mambo No. 5 (A Little Bit Of …)          | –                         |
| 3. Oktober 1999 – 9. Oktober 1999 1 Woche | 1                                        | Neil Finn                                | Can You Hear Us                          | –                         |
| 10. Oktober 1999 – 16. Oktober 1999 1 Woche | 1                                        | S Club 7                                 | Bring It All Back                        | –                         |
| 17. Oktober 1999 – 30. Oktober 1999 2 Wochen (insgesamt 6) | 6                                        | Lou Bega                                 | Mambo No.5 (A Little Bit Of …)           | –                         |
| 31. Oktober 1999 – 6. November 1999 1 Woche | 1                                        | Mariah Carey feat. Jay-Z                 | Heartbreaker                             | –                         |
| 7. November 1999 – 13. November 1999 1 Woche (insgesamt 6) | 6                                        | Lou Bega                                 | Mambo No.5 (A Little Bit Of …)           | –                         |
| 14. November 1999 – 20. November 1999 1 Woche | 1                                        | Eiffel 65                                | Blue (Da Ba Dee)                         | –                         |
| 21. November 1999 – 4. Dezember 1999 2 Wochen | 2                                        | Deep Obsession                           | One & Only                               | –                         |
| 5. Dezember 1999 – 11. Dezember 1999 1 Woche (insgesamt 2) | 2                                        | Lauryn Hill & Bob Marley                 | Turn Your Lights Down Low                | –                         |
| 12. Dezember 1999 – 18. Dezember 1999 1 Woche | 1                                        | Shaft                                    | (Mucho Mambo) Sway                       | –                         |
| 19. Dezember 1999 – 25. Dezember 1999 1 Woche (insgesamt 2) | 2                                        | Lauryn Hill & Bob Marley                 | Turn Your Lights Down Low                | –                         |
| 26. Dezember 1999 – 29. Januar 2000 5 Wochen | 5                                        | S Club 7                                 | S Club Party                             | –                         |

## Alben
| ← 1998 ← | Liste der Nummer-eins-Hits in Neuseeland | Liste der Nummer-eins-Hits in Neuseeland | Liste der Nummer-eins-Hits in Neuseeland       | 2000 →                    |
| \| Zeitraum \| Wo. ges. \| Interpret \| Titel \| Zusätzliche Informationen \| \| (Zeitraum, Wochen auf Platz eins, Interpret, Titel, zusätzliche Informationen) \| \| \| \| \| \| ------------------------------------------------------------------------------ \| -------- \| ------------------------ \| ---------------------------------------------- \| ------------------------- \| \| 27. Dezember 1998 – 9. Januar 1999 2 Wochen \| 2 \| Dean Martin \| The Very Best Of – The Capitol & Reprise Years \| – \| \| 10. Januar 1999 – 23. Januar 1999 2 Wochen (insgesamt 11) \| 11 \| Bee Gees \| One Night Only \| – \| \| 24. Januar 1999 – 20. Februar 1999 4 Wochen \| 4 \| Cher \| Believe \| – \| \| 21. Februar 1999 – 13. März 1999 3 Wochen \| 3 \| Creed \| My Own Prison \| – \| \| 14. März 1999 – 20. März 1999 1 Woche \| 1 \| The Offspring \| Americana \| – \| \| 21. März 1999 – 17. April 1999 4 Wochen (insgesamt 11) \| 11 \| Bee Gees \| One Night Only \| – \| \| 18. April 1999 – 24. April 1999 1 Woche \| 1 \| Fatboy Slim \| You’ve Come a Long Way, Baby \| – \| \| 25. April 1999 – 1. Mai 1999 1 Woche (insgesamt 11) \| 11 \| Bee Gees \| One Night Only \| – \| \| 2. Mai 1999 – 5. Juni 1999 5 Wochen (insgesamt 25) \| 25 \| Shania Twain \| Come On Over \| – \| \| 6. Juni 1999 – 12. Juni 1999 1 Woche \| 1 \| The Corrs \| Talk on Corners \| – \| \| 13. Juni 1999 – 19. Juni 1999 1 Woche \| 1 \| Backstreet Boys \| Millennium \| – \| \| 20. Juni 1999 – 26. Juni 1999 1 Woche (insgesamt 2) \| 2 \| Ricky Martin \| Ricky Martin \| – \| \| 27. Juni 1999 – 3. Juli 1999 1 Woche \| 1 \| True Bliss \| Dream \| – \| \| 4. Juli 1999 – 24. Juli 1999 3 Wochen \| 3 \| Boyzone \| … By Request \| – \| \| 25. Juli 1999 – 31. Juli 1999 1 Woche (insgesamt 2) \| 2 \| Robbie Williams \| The Ego Has Landed \| – \| \| 1. August 1999 – 18. September 1999 7 Wochen (insgesamt 25) \| 25 \| Shania Twain \| Come On Over \| – \| \| 19. September 1999 – 25. September 1999 1 Woche (insgesamt 2) \| 2 \| Ricky Martin \| Ricky Martin \| – \| \| 26. September 1999 – 2. Oktober 1999 1 Woche \| 1 \| Stellar* \| Mix \| – \| \| 3. Oktober 1999 – 9. Oktober 1999 1 Woche (insgesamt 25) \| 25 \| Shania Twain \| Come On Over \| – \| \| 10. Oktober 1999 – 16. Oktober 1999 1 Woche \| 1 \| Shihad \| The General Electric \| – \| \| 17. Oktober 1999 – 13. November 1999 4 Wochen (insgesamt 25) \| 25 \| Shania Twain \| Come On Over \| – \| \| 14. November 1999 – 20. November 1999 1 Woche \| 1 \| Rage Against the Machine \| The Battle of Los Angeles \| – \| \| 21. November 1999 – 15. Januar 2000 8 Wochen (insgesamt 25) \| 25 \| Shania Twain \| Come On Over \| – \| |                                          |                                          |                                                |                           |
| ← 1998 |                                          |                                          |                                                | → 2000 →                  |
| Zeitraum | Wo. ges.                                 | Interpret                                | Titel                                          | Zusätzliche Informationen |
| (Zeitraum, Wochen auf Platz eins, Interpret, Titel, zusätzliche Informationen) |                                          |                                          |                                                |                           |
| 27. Dezember 1998 – 9. Januar 1999 2 Wochen | 2                                        | Dean Martin                              | The Very Best Of – The Capitol & Reprise Years | –                         |
| 10. Januar 1999 – 23. Januar 1999 2 Wochen (insgesamt 11) | 11                                       | Bee Gees                                 | One Night Only                                 | –                         |
| 24. Januar 1999 – 20. Februar 1999 4 Wochen | 4                                        | Cher                                     | Believe                                        | –                         |
| 21. Februar 1999 – 13. März 1999 3 Wochen | 3                                        | Creed                                    | My Own Prison                                  | –                         |
| 14. März 1999 – 20. März 1999 1 Woche | 1                                        | The Offspring                            | Americana                                      | –                         |
| 21. März 1999 – 17. April 1999 4 Wochen (insgesamt 11) | 11                                       | Bee Gees                                 | One Night Only                                 | –                         |
| 18. April 1999 – 24. April 1999 1 Woche | 1                                        | Fatboy Slim                              | You’ve Come a Long Way, Baby                   | –                         |
| 25. April 1999 – 1. Mai 1999 1 Woche (insgesamt 11) | 11                                       | Bee Gees                                 | One Night Only                                 | –                         |
| 2. Mai 1999 – 5. Juni 1999 5 Wochen (insgesamt 25) | 25                                       | Shania Twain                             | Come On Over                                   | –                         |
| 6. Juni 1999 – 12. Juni 1999 1 Woche | 1                                        | The Corrs                                | Talk on Corners                                | –                         |
| 13. Juni 1999 – 19. Juni 1999 1 Woche | 1                                        | Backstreet Boys                          | Millennium                                     | –                         |
| 20. Juni 1999 – 26. Juni 1999 1 Woche (insgesamt 2) | 2                                        | Ricky Martin                             | Ricky Martin                                   | –                         |
| 27. Juni 1999 – 3. Juli 1999 1 Woche | 1                                        | True Bliss                               | Dream                                          | –                         |
| 4. Juli 1999 – 24. Juli 1999 3 Wochen | 3                                        | Boyzone                                  | … By Request                                   | –                         |
| 25. Juli 1999 – 31. Juli 1999 1 Woche (insgesamt 2) | 2                                        | Robbie Williams                          | The Ego Has Landed                             | –                         |
| 1. August 1999 – 18. September 1999 7 Wochen (insgesamt 25) | 25                                       | Shania Twain                             | Come On Over                                   | –                         |
| 19. September 1999 – 25. September 1999 1 Woche (insgesamt 2) | 2                                        | Ricky Martin                             | Ricky Martin                                   | –                         |
| 26. September 1999 – 2. Oktober 1999 1 Woche | 1                                        | Stellar*                                 | Mix                                            | –                         |
| 3. Oktober 1999 – 9. Oktober 1999 1 Woche (insgesamt 25) | 25                                       | Shania Twain                             | Come On Over                                   | –                         |
| 10. Oktober 1999 – 16. Oktober 1999 1 Woche | 1                                        | Shihad                                   | The General Electric                           | –                         |
| 17. Oktober 1999 – 13. November 1999 4 Wochen (insgesamt 25) | 25                                       | Shania Twain                             | Come On Over                                   | –                         |
| 14. November 1999 – 20. November 1999 1 Woche | 1                                        | Rage Against the Machine                 | The Battle of Los Angeles                      | –                         |
| 21. November 1999 – 15. Januar 2000 8 Wochen (insgesamt 25) | 25                                       | Shania Twain                             | Come On Over                                   | –                         |